# Лихолетов, Пётр Яковлевич

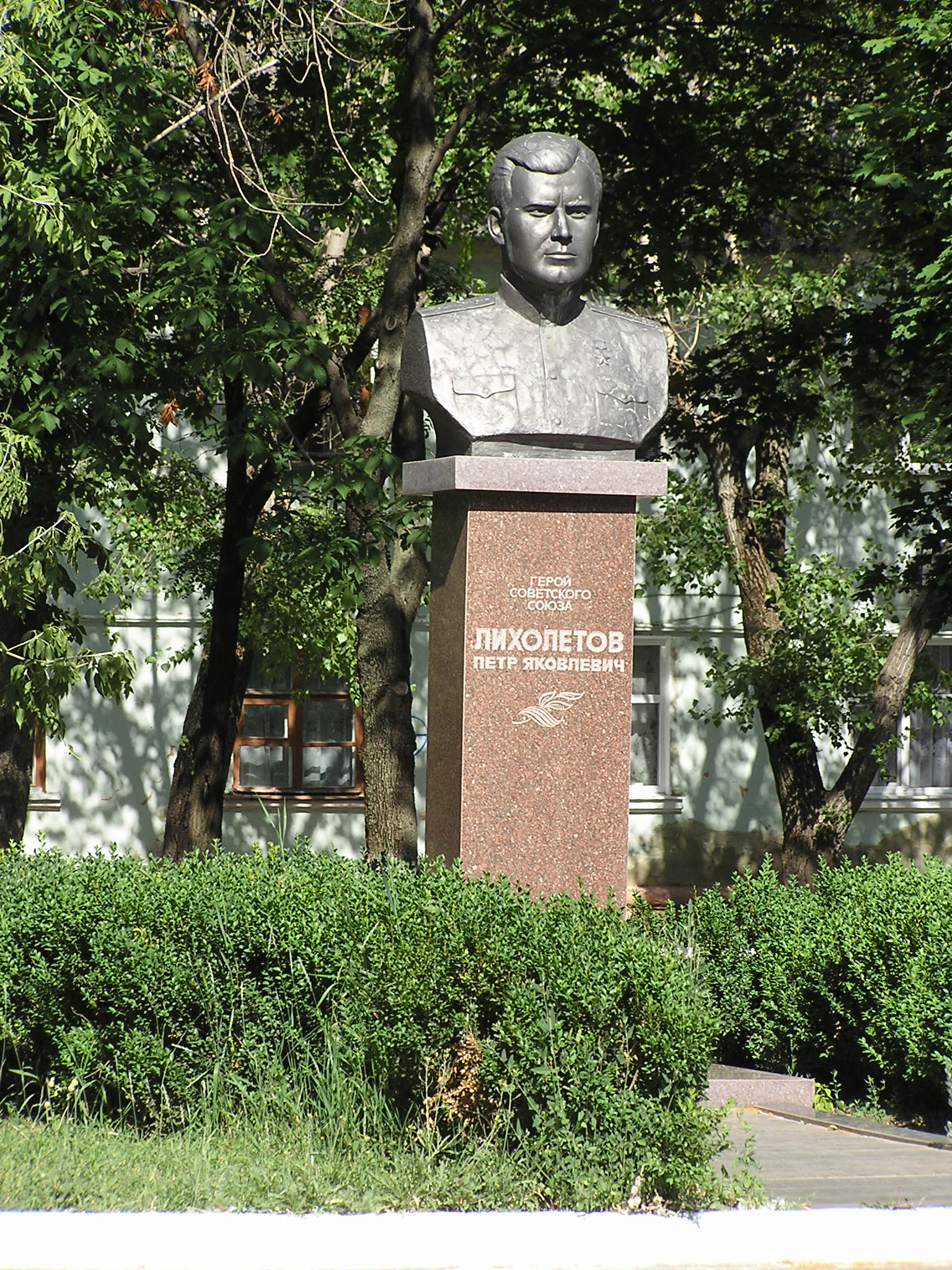
Бюст Лихолетова в Докучаевске. Объект культурного наследия Украины

Пётр Я́ковлевич Лихоле́тов (18 июля 1917 — 13 июля 1945) — командир эскадрильи 159-го истребительной авиационного полка 275-й истребительной авиационной дивизии 13-й воздушной армии Ленинградского фронта, капитан ВВС. Герой Советского Союза (1944).

## Биография
Родился 18 июля 1917 года в посёлке Харцызск Таганрогского округа Области Войска Донского (ныне город в Донецкой области) в семье рабочего. Русский. С 1924 года жил в посёлке Еленовские Карьеры (ныне город Докучаевск). Окончил среднюю школу, школу фабрично-заводского ученичества и рабфак. Работал слесарем-аккумуляторщиком на шахтах Донбасса.
С 1937 года в рядах Красной армии. В 1938 году окончил Харьковскую военную авиационную школу лётчиков, в 1940 году — Чугуевское военное авиационное училище лётчиков, в 1941 году — курсы командиров звеньев в Ленинграде. Служил в Ленинградском военном округе. Участник советско-финской войны 1939—1940 годов. Член ВКП(б) с 1942 года.
На фронтах Великой Отечественной войны с июня 1941 года. Воевал на Северном и Ленинградском фронтах, где одержал несколько блестящих побед.
К середине октября 1943 года будучи командиром эскадрильи капитан совершил 382 боевых вылета, провёл 78 воздушных боёв, в которых лично сбил 19 и в группе 5 самолётов противника.
Указом Президиума Верховного Совета СССР «О присвоении звания Героя Советского Союза офицерскому составу военно-воздушных сил Красной Армии» от 4 февраля 1944 года за «образцовое выполнение боевых заданий командования на фронте борьбы с немецкими захватчиками и проявленные при этом отвагу и геройство» удостоен звания Героя Советского Союза с вручением ордена Ленина и медали «Золотая Звезда».
В июне 1944 года получил тяжёлое ранение позвоночника. Умер от его последствий 13 июля 1945 года. Похоронен в Санкт-Петербурге на мемориальном кладбище «Сосновка» в одноимённом лесопарке.

## Награды
- Награждён орденами Ленина (1944), Красного Знамени (1942), Отечественной войны I степени (1943), Красной Звезды (1942), медалью «За оборону Ленинграда» (1943).

## Память
- Его имя носят улицы в Харцызске, Докучаевске и Санкт-Петербурге.
- В Докучаевске также установлен бюст Героя, который является объектом культурного наследия Украины (скульптор — Сергей Алексеевич Гонтарь).